# Federico Barón
Federico Barón (Buenos Aires, 20 de junho de 1989) é um ator argentino.

## Trabalhos
- Chiquititas (1999-2001) - Federico Martínez
- Chiquititas, la Historia (2001) - Federico Martínez
- Chiquititas: Rincón de Luz (2001) - Federico Martínez
- Kachorra (2002) - Lautaro Moravia Estévez
- Mujeres de Nadíe (2008) - Diego Porta Jr.